# Bec de coral del Senegal
El bec de coral del Senegal (Estrilda astrild) és un moixó de la família dels estríldids (Estrildidae) nadiu de l'Àfrica subsahariana. Utilitzat profusament com ocell de gàbia, hi ha poblacions assilvestrades en molts llocs del món.

## Morfologia
És un ocell molt petit, amb una llargària d'uns 11 - 13 cm, una envergadura de 12 - 14 cm i un pes de 7 - 10 grams, amb ales curtes i arrodonides i cua llarga, acabada en cunya. Té les potes fosques. Bec i una taca a la cara amb forma d'antifaç, de color vermell brillant en el mascle i més apagat a les femelles. És de color marró per sobre i ocre per sota, amb fines bandes fosques, menys evidents a les femelles. Els mascles tenen a més una taca roja a l'abdomen. Els joves no tenen el cos ratllat, el bec és grogós i l'antifaç poc aparent.

## Ecologia
Viu en zones de pastura o clars al bosc, sovint prop de l'aigua, per tota l'Àfrica subsahariana a excepció dels boscos densos de la conca del Congo i els deserts del sud-oest. Introduït a molts indrets, com ara les Hawaii, Tahití, Puerto Rico, Brasil, Seychelles i Mascarenyes i altres illes. A Europa va ser introduït a Portugal i des d'allí ha arribat a altres llocs d'Europa sud-occidental, incloent-hi els Països Catalans.

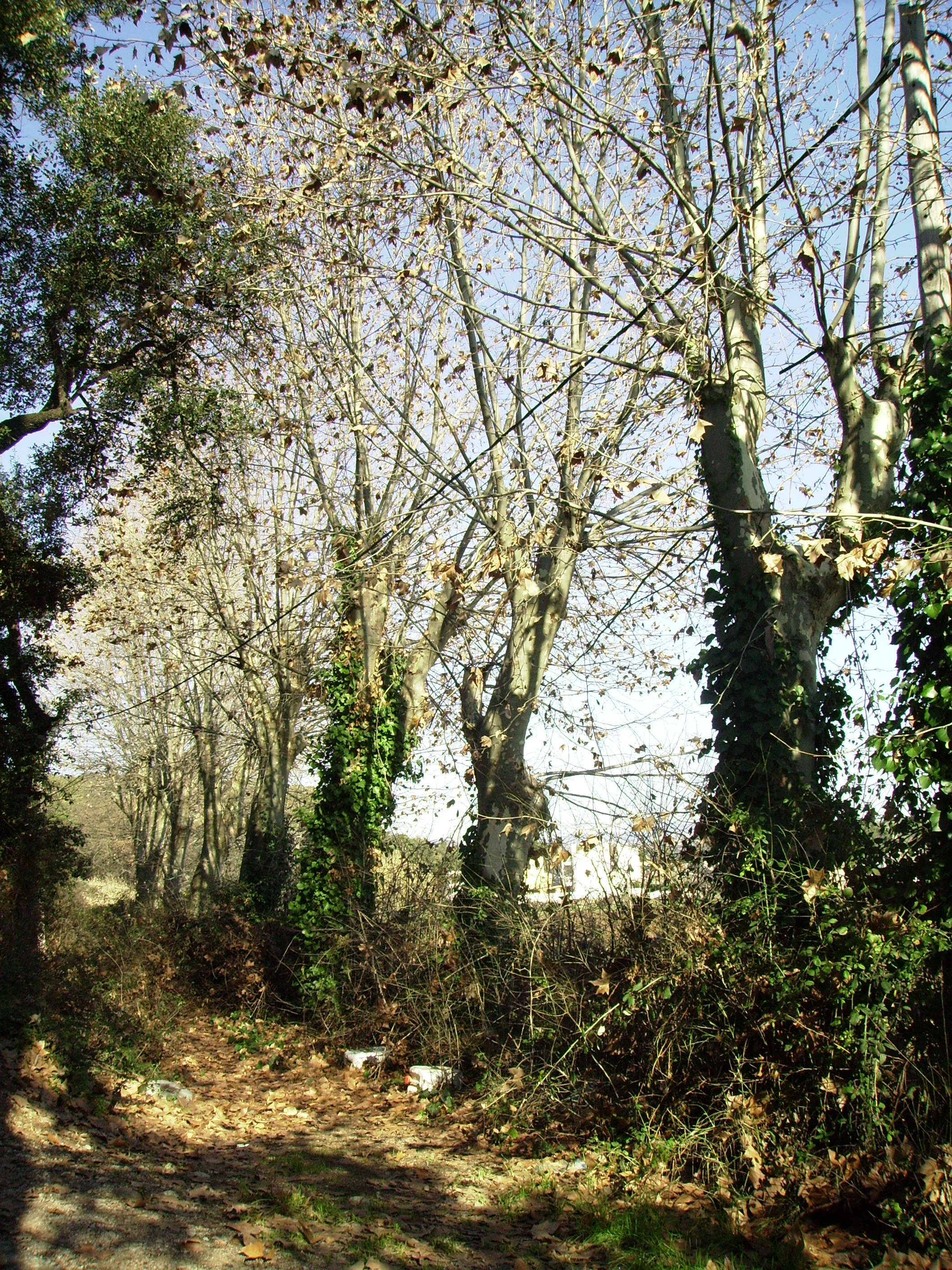
Font de Sant Roc a Palau-solità on es pot observar aquesta espècie

Aquesta espècie, petita i vistosa, procedeix d'individus domèstics escapats aproximadament una dècada. No se sap amb certesa d'on provenen els individus originals però s'ha pogut constatar que ha colonitzat moltes de les zones humides i fluvials de Catalunya.
Als voltants del Vallès Occidental el bec de coral senegalès està gairebé circumscrit als voltants de la riera de Caldes, on és freqüent veure'l en grups nombrosos i sorollosos que es desplacen amunt i avall del riu. Més ocasionalment, es pot observar en descampats o solars en zones urbanes.
Així en pocs anys ha colonitzat tot l'hàbitat propici. Des de la primera observació de 5 individus el 2004 a la riera de Caldes a l'altura de la Pineda de Palau-solità i Plegamans s'ha passat a l'observació (2010) de grups fins a 50 individus i a una freqüència d'observació superior al 60%, força per sobre de molts ocells autòctons.
La dieta es compon principalment de llavors de vegetals herbacis. Ocasionalment poden menjar algun insecte durant l'època de reproducció. Solen cercar l'aliment en petits esbarts però també poden formar bandades de centenars.
Aquest ocell construeix el niu amb tiges, a poca altura, en un matoll o entre vegetació densa. També pot haver-hi un niu fals i rudimentari, a sobre, al que dorm el mascle. Ponen 4 – 7 ous blancs que coven durant 11 - 13 dies, on romanen els pollets 17 - 21 dies després de l'eclosió. Ambdós pares participen en la incubació dels ous i l'alimentació i cura dels pollets. La temporada de cria és variable a la llarga de la seva àrea de distribució.

## Subespècies
S'han descrit 17 subespècies:
- E. astrild peasei Shelley, 1903. Etiòpia.
- E. astrild adesma Reichenow, 1916. Uganda i zones limítrofes de Kenya, Tanzània i Zaire, Ruanda i Burundi.
- E. astrild macmillani Ogilvie-Grant, 1907. Sudan.
- E. astrild massaica Neumann, 1907. Zona interior de l'est de Kenya i nord de Tanzània.
- E. astrild minor (Cabanis, 1878). Sud de Somàlia i a la llarga de la costa, est de Kenya i nord-est de Tanzània, amb les illes de Zanzíbar i Mafia.
- E. astrild schoutedeni Wolters, 1962. Zaire central.
- E. astrild sousae Reichenow, 1904. Endèmic de l'illa de São Tomé.
- E. astrild kempi Bates, 1930. Des de Sierra Leone fins a Guinea i Libèria.
- E. astrild occidentalis Jardine, 1852. Des de Ghana fins a la República Centreafricana, el curs mitjà del riu Congo i l'illa de Bioko.
- E. astrild cavendishi Sharpe, 1900. Tanzània, sud-est de Zaire, Zàmbia, Malawi, Zimbàbue i Moçambic.
- E. astrild rubriventris (Vieillot, 1817). Costa de Gabon fins al nord-oest d'Angola.
- E. astrild angolensis Reichenow, 1902. Interior d'Angola.
- E. astrild jagoensis Alexander, 1898. Zona costanera d'Angola.
- E. astrild niediecki Reichenow, 1916. Des d'Angola fins al nord-est de Namíbia, nord de Botswana i oest de Zimbabwe
- E. astrild damarensis Reichenow, 1902. Namíbia i nord-oest de Sud-àfrica.
- E. astrild astrild (Linnaeus, 1758). Oest de Sud-àfrica i zona limítrofa de Botswana.
- E. astrild tenebridorsa Clancey, 1957. Zona oriental de Sud-àfrica.